# André Strohl
André Strohl (20 de marzo de 1887-10 de marzo de 1977) fue un fisiólogo francés nacido en Poitiers. Es recordado por su papel en el diagnóstico del síndrome de Guillain-Barré (a veces llamado síndrome de Guillain-Barré-Strohl ), una forma de parálisis isflexica que presenta un recuento celular normal pero con un aumento anormal en la proteína del fluido espinal. El síndrome lleva el nombre de los neurólogos franceses Georges Guillain y Jean Alexandre Barré.

## Trayectoria profesional
En 1916, durante la Primera Guerra Mundial, Strohl estaba sirviendo en el Centro Neurológico del Sexto Ejército Francés con Guillain y Barré. Los tres médicos notaron que dos soldados, que sufrían de debilitamiento muscular y dolor junto con parestesias, tenían una cantidad inesperada de producción de proteína en el líquido espinal. A Strohl se le atribuye la realización de pruebas electrofisiológicas en los soldados. Finalmente, los dos pacientes pudieron recuperarse de su enfermedad. En 1916, Guillain, Barré y Strohl informaron sus hallazgos en una revista médica. En 1927, H. Draganesco y J. Claudion acuñaron el término “síndrome de Guillain-Barré”, aparentemente ignorando las contribuciones de Strohl.
En 1924, Strohl se convirtió en profesor de medicina fisiológica en Argel, y dos años más tarde adquirió el mismo puesto en la Universidad de París. Se retiró de allí en 1957. También fue miembro de la Académie Nationale de Médecine.